# Dálnice ve Španělsku

Autopista

Autovía

Dálnice ve Španělsku představují 11. nejdelší dálniční síť na světě. V roce 2016 bylo ve Španělsku 17 109 km dálnic. Ve Španělsku se rozlišují dva typy dálnic: autopista a autovía, které se od sebe liší použitými standardy. Zpoplatnění dálnic zde funguje formou mýtného systému, nicméně většina sítě nepodléhá žádnému zpoplatnění. Maximální povolená rychlost na španělských dálnicích je 120 km/h. Některé dálnice také spadají do správy jednotlivých autonomních společenství případně i měst.

## Rozdíly mezi „autopistou“ a „autovíou“

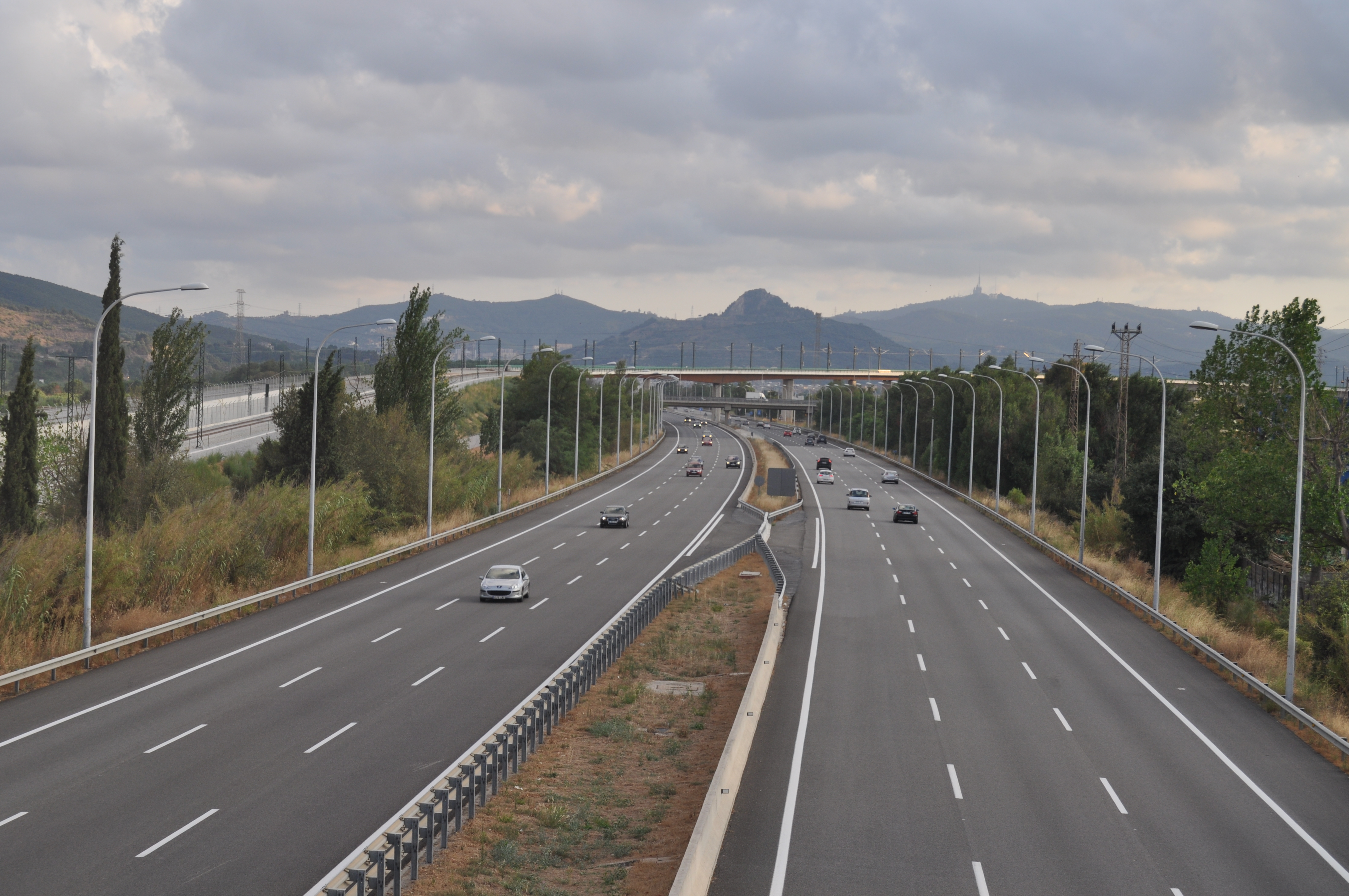
Dálnice ve Španělsku

Ve Španělsku existují dva typy dálnic: autopista (značeno AP) a autovía (značeno A). Ačkoliv musejí oba typy splňovat základní podmínky (všechna křížení musejí být mimoúrovňová, minimální rychlost 60 km/h, oddělené vozovky pro oba směry jízdy, více než jeden jízdní pruh pro každý směr), v některých aspektech se liší. Na autovíu může být přímo nájezdem připojena přilehlá budova, u autopisty musí být pro tento účel zřízena souběžná obslužná komunikace. Technicky se jedná hlavně o rozdíl v minimálních poloměrech směrových a výškových zakružovacích oblouků, případně v šířkách jízdních pruhů. (Rozdíl je tedy minimální, asi jako mezi dálnicemi a rychlostními silnicemi v Česku do roku 2015.) Autovíi každopádně většinou splňují požadavky i na dálnice vyšší kategorie.
Autopisty většinou bývají zpoplatněny mýtným systémem, zatímco na autovíi se neuplatňuje žádné mýto, ani dálniční známky.

## Seznam dálnic

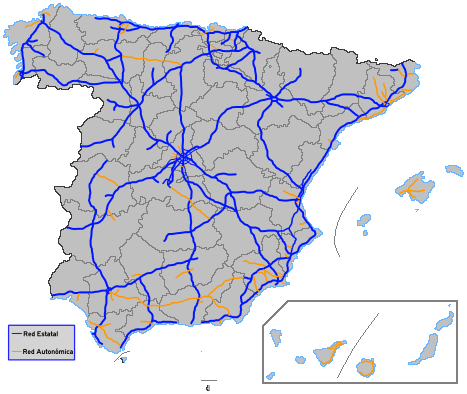
Schéma dálniční sítě ve Španělsku

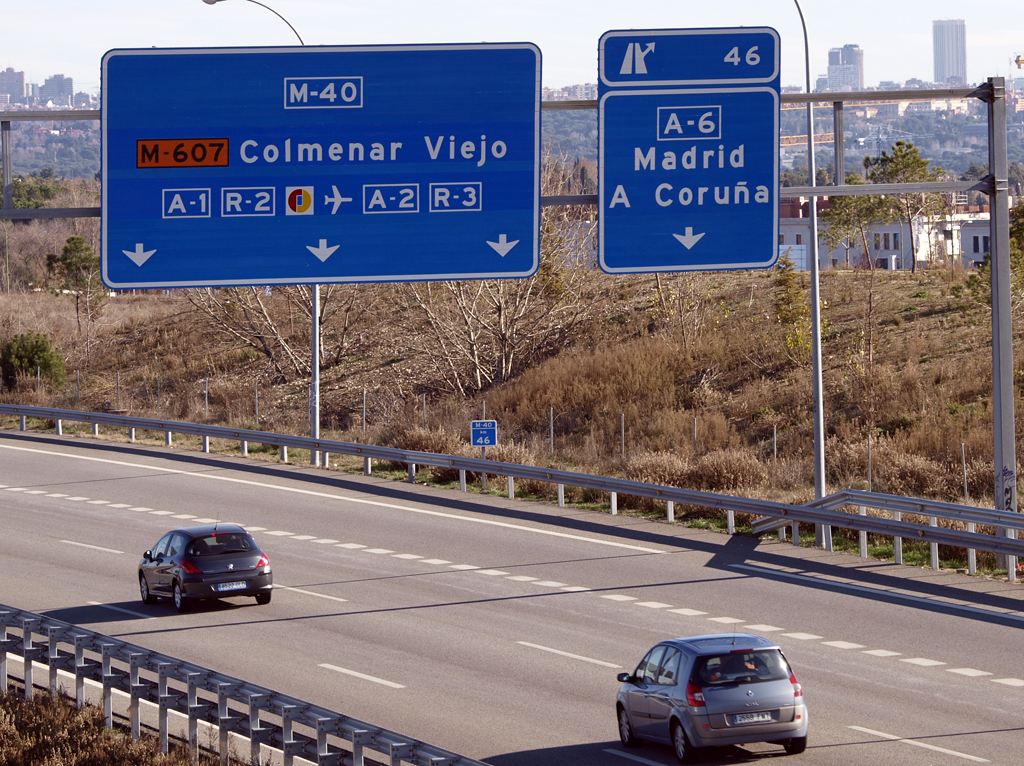
Dálnice ve Španělsku

Rychlostní limity ve Španělsku

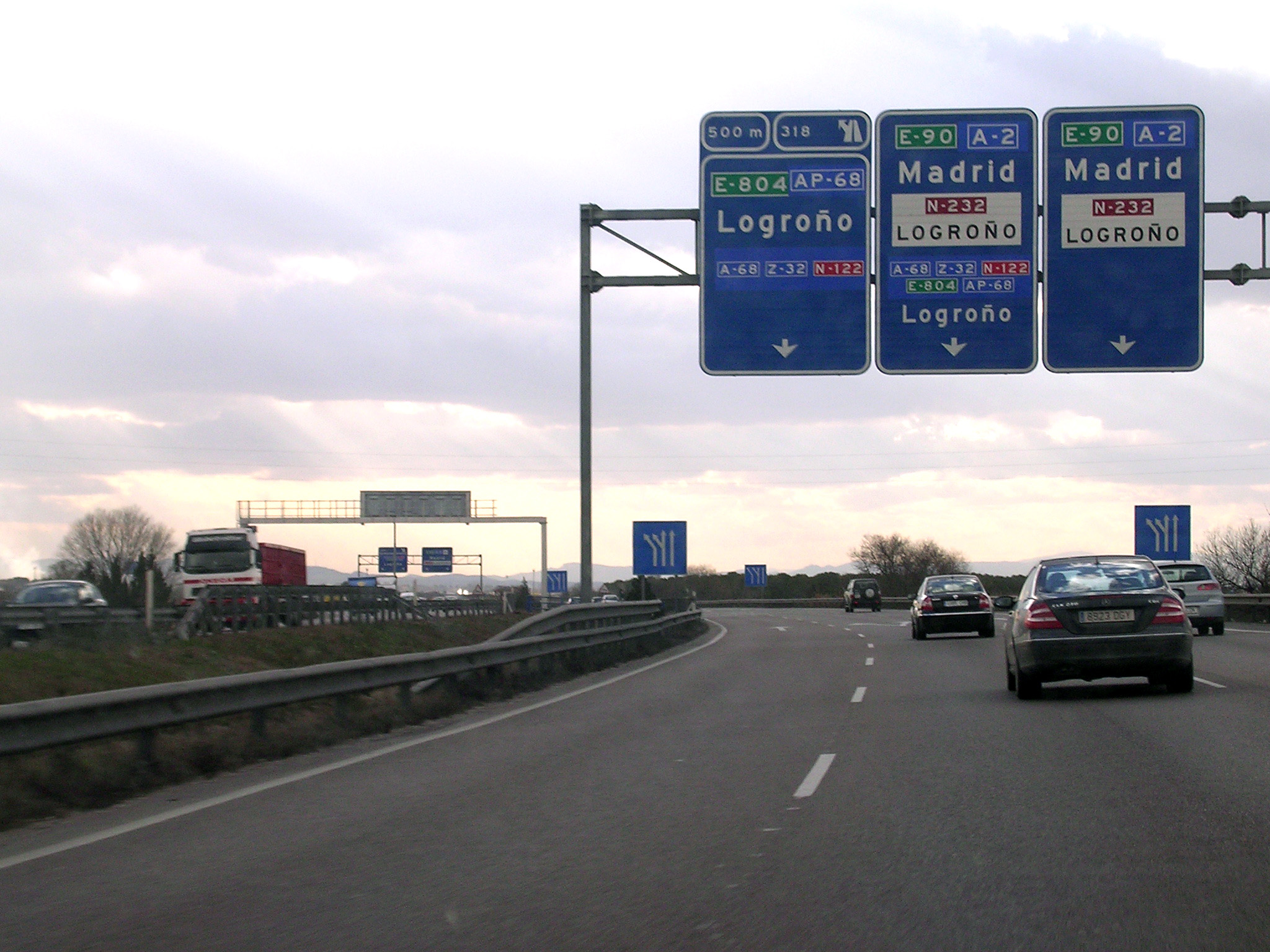
Dálnice A-2 u Zaragozy

Španělské dálniční značení

| Číslo dálnice | Trasa |
| ------------- | --- |
| A-1           | Madrid – Alcobendas – San Sebastián de los Reyes – El Molar – Aranda de Duero – Burgos |
| R-1           | Madrid – El Molar |
| AP-1          | Burgos – Briviesca – Pancorbo – Miranda de Ebro – Armiñón |
| A-2           | Madrid – Coslada – San Fernando de Henares – Torrejón de Ardoz – Alcalá de Henares – Guadalajara – Medinaceli – Zaragoza – Fraga – Lleida – Cervera – Martorell – L'Hospitalet de Llobregat – Tordera – Caldes – de Malavella – Fornells de la Selva – Girona – Figueres – Francie |
| R-2           | Madrid – Guadalajara |
| AP-2          | Zaragoza – Lleida – El Vendrell |
| A-3           | Madrid – Atalaya del Cañavate – Valencia |
| R-3           | Madrid – Arganda del Rey – Tarancón |
| A-4           | Madrid – Córdoba – Seville – Jerez de la Frontera |
| R-4           | Madrid – Aranjuez – Ocaña |
| AP-4          | Seville – Cádiz |
| A-5           | Madrid – Talavera de la Reina – Navalmoral – de la Mata – Trujillo – Mérida – Badajoz – Portugalsko |
| R-5           | Madrid – Navalcarnero |
| A-6           | Madrid – Villalba – Adanero – Tordesillas – Benavente – Lugo A Coruña |
| AP-6          | Villalba – Adanero |
| A-7           | Puçol – Valencia – Silla – Crevillent – Murcia – Almería – Motril – Málaga – Algeciras |
| AP-7          | France – La Jonquera – Girona – Barcelona – Tarragona – Puçol – Silla – Alicante – Crevillent – Cartagena – Vera – Málaga – Guadiaro |
| A-8           | Bilbao – Castro Urdiales – Laredo – Torrelavega – Llanes – Villaviciosa – Gijón – Avilés – Luarca – Navia – Ribadeo – Mondoñedo – Vilalba – Baamonde |
| AP-9          | Ferrol – A Coruña – Santiago – Pontevedra – Vigo – Tui |
| A-11          | Soria – Aranda de Duero – Valladolid – Tordesillas – Toro – Zamora – Portugalsko |
| A-12          | Pamplona – Logroño – Burgos |
| A-13          | Acceso Sureste – Nordeste de Logroño – Soria |
| A-14          | Lleida – Vielha – Francie |
| A-15          | Medinaceli – Soria – Tudela – Tafalla-Pamplona – Irurtzun – Villabona – Andoain – Hernani – Donostia/San Sebastián |
| A-21          | Pamplona – Jaca |
| A-22          | Lleida – Monzón – Barbastro – Huesca |
| A-23          | Sagunto – Teruel – Zaragoza – Huesca – Somport – Francie |
| A-24          | Daroca – Calatayud – Soria – Burgos |
| A-25          | Alcolea – Monreal |
| A-26          | Besalú – Olot |
| A-27          | Tarragona – Montblanc |
| A-28          | Guadalajara – Tarancón |
| A-30          | Albacete – Murcia – Cartagena |
| A-31          | Atalaya del Cañavate – La Roda – Albacete – Almansa – Alicante |
| A-32          | Bailén – Linares – Albacete |
| A-33          | Cieza – Jumilla – Yecla – Font de la Figuera |
| A-34          | L'Hospitalet – de l'Infant – Vila-Seca |
| A-35          | Almansa – Xàtiva |
| AP-36         | Ocaña – Quintanar de la Orden – La Roda |
| AP-37         | Alicante – Murcia |
| A-40          | Ávila – Maqueda – Toledo – Ocaña – Tarancón – Cuenca – Teruel |
| AP-41         | Madrid – Toledo – Almadén – Espiel |
| A-42          | Madrid – Toledo |
| A-43          | Mérida – Ciudad Real – Manzanares – Villarrobledo – Atalaya del Cañavate |
| A-44          | Bailén – Jaén – Granada – Motril |
| A-45          | Córdoba – Antequera – Málaga |
| AP-46         | Puerto de las Pedrizas – Málaga |
| A-48          | Cádiz – Algeciras |
| A-49          | Seville – Huelva – Ayamonte – Portugalsko |
| A-50          | Ávila – Salamanca |
| AP-51         | Villacastín – Ávila |
| A-52          | Benavente – Ourense – O Porriño |
| AP-53         | Ourense – Santiago |
| A-54          | Lugo – Santiago |
| A-55          | Vigo – O Porriño – Tui – Portugalsko |
| A-56          | Guntín de Pallares – Ourense |
| A-57          | A Cañiza – Pontevedra |
| A-58          | Trujillo – Cáceres |
| A-59          | — |
| A-60          | Valladolid – León |
| AP-61         | San Rafael – Segovia |
| A-62          | Burgos – Valladolid – Salamanca – Fuentes de Oñoro – Portugalsko |
| A-63          | Oviedo – La Espina |
| A-64          | Villaviciosa – Oviedo |
| A-65          | Benavente – Palencia |
| A-66          | Gijón – Oviedo La Robla – León – Benavente – Zamora – Salamanca – Plasencia – Cáceres – Mérida – Seville |
| AP-66         | Campomanes – León |
| A-67          | Santander – Torrelavega – Reinosa – Aguilar de Campóo – Palencia – Venta de Baños |
| AP-68         | Bilbao – Miranda de Ebro – Logroño – Tudela – Zaragoza |
| AP-69         | Cantabria – Pancorbo – Haro |
| AP-71         | León – Astorga |
| A-72          | Monforte de Lemos – Chantada |
| A-73          | Burgos – Aguilar de Campoo |
| A-74          | Almadén Autovía A-43 |
| A-75          | Verín – Portugalsko |
| A-76          | Ponferrada – Ourense |
| A-78          | Crevillent – Elche |
| A-79          | Alicante – Elche |
| A-80          | Ribadesella – Cangas de Onís |
| A-91          | Puerto Lumbreras – Vélez Rubio |